# Workers Dance League
La Workers Dance League o Asociación de la Danza de los Obreros fue una organización artística estadounidense, creada en 1932. La Asociación se integró por bailarines y grupos de danza que formaban parte del Movimiento de la Danza Revolucionaria y compartían preferencias políticas de izquierda, particularmente comunistas. Sus principales propuestas fueron transmitir las experiencias de la clase obrera y fomentar ideas revolucionarias por medio de la danza, por lo que ofreció representaciones y clases de danza para la clase obrera, integrándolos a su cuerpo de bailarines. En 1934, la Workers Dance League se convirtió en la New Dance League o Nueva Asociación de la Danza. A esta Nueva Asociación se incorporaron los fundadores de la danza moderna estadounidense: Martha Graham, Hanya Holm, Doris Humphrey y Charles Weidman. La lucha de clases dejó de ser tema predominante en las actuaciones de los bailarines para dar paso a coreografías que trataron sobre otros acontecimientos de relevancia internacional, como el nazismo en Alemania y la Guerra Civil de España.

## Orígenes
En los años inmediatos a la caída de la bolsa en 1929, las principales ciudades de los Estados Unidos de América no sólo vivieron el desempleo masivo, también el auge del Partido Comunista estadounidense y la búsqueda por la consolidación de la identidad de la clase obrera del país. Tales cambios también afectaron el ámbito artístico, y particularmente el de la danza. En 1931, por ejemplo, varios artistas estadounidenses fundaron la Federación Cultural de los Trabajadores con la intención de sumar integrantes al movimiento radical y organizar asociaciones teatrales que incitaran a la revolución; además, el Partido Comunista formó grupos de danza, música, teatro y cine que promovieran la conciencia de clases y transformaran el arte y la cultura en instrumento de lucha. Las manifestaciones artísticas (coros, bandas musicales, espectáculos teatrales) se volvieron, entonces, parte fundamental de los desfiles y celebraciones del primero de mayo y de la estrategia política del Partido Comunista.
A finales de 1920, Martha Graham, Hanya Holm, Doris Humphrey y Charles Weidman desarrollaron nuevas formas y técnicas en el ámbito de la danza y fundaron la danza moderna estadounidense. No obstante, algunos de sus compañeros y alumnos, influenciados, en gran medida, por los espectáculos teatrales de los trabajadores, vieron en las configuraciones estéticas de la danza moderna límites para expresar preocupaciones sociales e ideas revolucionarias. Fue así como se conformaron varios grupos y organizaciones que dieron vida al Movimiento de la Danza Revolucionaria. Estos grupos se integraron no solo por profesionales de la danza, también por bailarines aprendices que pertenecían a diferentes organizaciones obreras artísticas. Si bien no todos estaban afiliados al Partido Comunista, sus espectáculos reflejaban ideas políticas de izquierda y, generalmente, trataban sobre las condiciones del obrero en su quehacer cotidiano. Así, por medio del baile, se buscó transmitir la experiencia física del trabajo en su forma estética y orientar a los obreros a manifestarse como sujetos trascendentes.
Gran parte de las puestas en escena de los grupos de la Danza Revolucionaria rescataron elementos técnicos de lo que, en los últimos años del siglo XIX, se conoció como el espectáculo cívico. Este tipo de espectáculo—en el que actuaban miembros de la sociedad y no únicamente bailarines expertos—tenía como objetivo crear una conciencia colectiva de la historia, es decir, por medio de acciones y movimientos se intentaba representar un pasado ideal y hacer partícipes a bailarines y espectadores de ese pasado. La influencia del espectáculo cívico en el movimiento de la danza revolucionaria se hizo visible en 1930, cuando, bajo la dirección de Edith Segal, se llevó a cabo el espectáculo “The Belt Goes Red” en la ceremonia de conmemoración de la muerte de Lenin. Los bailarines que participaron en esta actuación eran, en su mayoría, miembros de distintos organismos artísticos como el Laboratorio Teatral del Obrero, el Consejo Obrero de la Dramaturgia y el Grupo de Danza de los Obreros. En este espectáculo, los bailarines marcharon hacia el Madison Square Garden cargando banderas y estandartes con símbolos comunistas.

## Workers Dance League (Asociación de la Danza de los Obreros)
En 1932, a partir de la iniciativa de Edith Segal, Anna Sokolow, Nadia Chilkovsky y Miriam Blecher distintos grupos que pertenecían al Movimiento de la Danza Revolucionaria se organizaron en la Asociación de la Danza de los Obreros (WDL, por sus siglas en inglés). Esta organización concentraba sus actividades en Nueva York, pero administraba contratos de funciones y clases de danza para los obreros de distintos lugares del país, principalmente Boston, Chicago y Filadelfia. La mayoría de los miembros de la WDL, como parte del Movimiento de la Danza Revolucionaria, se opusieron al trabajo de la escuela de danza moderna fundada por Graham, Humphrey, Weidman y Holm. Se los acusaba de escenificar coreografías con contenido demasiado abstracto, pesimista y difícil de entender; sus técnicas se consideraban antiguas, sus actuaciones, expresión de la burguesía. De esta manera, la Asociación proponía danzas que reflejaran temas de la realidad de la época para estimular al espectador y “despertar su conciencia social”; sus representaciones se llevaban a cabo en tertulias, auditorios de sindicatos o manifestaciones callejeras.
Con la creación de la WDL se multiplicaron los vínculos entre sindicatos y bailarinas profesionales; por ejemplo, en 1934, se formó una alianza entre el Grupo de Danza de los Peleteros y el Sindicato de los Trabajadores de la Industria de la Costura, que encabezó Edith Segal. Además, el entrenamiento de los obreros en el ámbito artístico fue cada vez más importante. El principal grupo encargado de esta tarea fue el Nuevo Grupo de Danza, formado en febrero de 1932 por bailarinas de la escuela de Hanya Holm. Esta agrupación estableció una academia de danza para los obreros. Las clases de la academia costaban 10 centavos y duraban tres horas; los grupos se integraban por máximo 30 alumnos y cada miembro del Comité Ejecutivo, órgano rector de la asociación, se encarga de atender un grupo. Durante las tres horas de clase se enseñaba técnica e improvisación, pero también se invitaba a los estudiantes a participar en debates sobre temas políticos.
El arte como propaganda fue central para que la Asociación desarrollara y difundiera sus actividades. Desde el momento de su fundación ya había adoptado el lema “ la danza es arma en la lucha revolucionaria de clases”; más tarde, buscó que algunas revistas especializadas dieran a conocer sus actuaciones y objetivos, consiguiendo publicaciones en Homeless Girl, Black and White y Parasite, entre otras. Así, gracias a la amplia difusión y actividades constantes, el número de grupos miembro aumentó (para 1934, formaban parte de la Asociación alrededor de 800 bailarines y trabajadores) y la organización comenzó a consolidarse. Esto también provocó que las críticas y problemas al interior de la WDL se incrementaran.
Hacia finales de 1935, críticos y bailarines iniciaron un debate sobre el contenido y los aspectos técnicos de las actuaciones de la WDL por medio de distintas publicaciones en las revistas New Threatre y Daily Worker. Algunos, como Ezra Freedman y Grace Wyle, defendieron la incorporación de ciertas técnicas de la escuela de danza moderna, pues consideraban necesario perfeccionar las formas artísticas y ampliar los contenidos de las coreografías sin limitarse a la lucha de clases o a las experiencias del obrero. Otros, como Emanuel Eisenberg y Edna Ocko, abogaban por un “nuevo estilo revolucionario” de la danza que se basara en la experiencia física y psicológica del obrero para romper por completo con el formalismo de la técnica de la escuela moderna. Odcko también afirmó que los grupos de la Asociación no podían bailar sobre otro asunto que no fueran la lucha de clases hasta que la explotación y opresión del proletariado hubieran acabado.
En la segunda mitad de la década de 1930, este debate, aunque influyó en las modificaciones que los miembros de la Asociación intentaron implementar, fue perdiendo importancia. Las razones de este cambio fueron varias: el surgimiento del Frente Popular a mediados de 1930 y la unión de liberales e izquierdistas en contra del fascismo; la preocupación en el debate político del país por definir una identidad estadounidense y las nuevas circunstancias económicas de esos años, que ofrecían mejores condiciones para los habitantes de las ciudades estadounidenses. En este contexto, el tema de la lucha de clases dejó de ser prioridad para los artistas, quienes dirigieron su atención a los acontecimientos europeos más importantes de la época.

## New Dance League (Nueva Asociación de la Danza)
La Nueva Asociación de la Danza (NDL, por sus siglas en inglés) surgió en 1935, cuando se anunció que éste sería el nuevo nombre de la Asociación de la Danza de los Obreros. Los cambios de la WDL no se redujeron al nombre; la Nueva Asociación trajo consigo objetivos diferentes; ya no se trataba de fomentar la conciencia de clase o transmitir ideas revolucionarias, se intentaba, más bien, integrar a todos los que defendieran el carácter trascendental de la danza y la libertad de expresión. La finalidad de la NDL era hacer que la danza moderna estadounidense progresara y se distinguiera por su oposición al fascismo, a la censura y la guerra.
La organización aceptó nuevos miembros, incluso bailarines profesionales, cuyas técnicas se habían calificado de burguesas. Weidman, Graham y Humphrey se sumaron a la Nueva Asociación. Las representaciones de la NDL buscaron proyectar la situación de varios países de Europa, sobre todo de Alemania y España.  Destacaron los trabajos de Miriam Blecher, “La aldea sin hombres” y de Edith Segal, “Niños, iglesia y cocina.” Éste fue una crítica al papel de la mujer en la Alemania nazi; aquel contaba la historia de un grupo de hombres que habían sido llevados a campos de concentración y luego asesinados. Las representaciones de Martha Graham también fueron notables. A finales de 1935, Graham participó en la coreografía de la puesta en escena “Pánico”, que trató sobre la crisis de 1929 y que fue parte de una serie de eventos para la defensa de los prisioneros políticos. El siguiente año, presentó sus obras “Tragedia Inmediata” y “Canción Profunda”, en las que dejó entrever su apoyo a las fuerzas republicanas de la Guerra Civil española.
La expansión , difusión y reconocimiento de la Nueva Asociación creció con el paso del tiempo. Este crecimiento se debió, en parte, a que los temas políticos que los bailarines de esta organización expresaron ya no versaban exclusivamente sobre la lucha de clases. En los últimos meses de 1935, la Nueva Asociación recibió el premio al segundo lugar en la Semana Nacional de Danza, por “contribuir a la introducción de una nueva propuesta en la danza y por su dedicación a las representaciones artísticas”. Para 1936, la NDL contaba con 2000 miembros y, desde su creación, había llevado a cabo actuaciones para más de 200 000 individuos.
Pero la fuerza e influencia de esta organización estuvieron también limitadas desde su surgimiento. En 1935, como parte de las políticas del New Deal, se formó el Proyecto Federal del Teatro que implicó la participación de artistas pertenecientes a la NDL; a partir de entonces, los grupos que integraban esta organización se fragmentaron, muchas veces con objetivos y temáticas muy divergentes. No sólo eso, el optimismo antifascista comenzó a caer cuando Rusia y Alemania firmaron el Pacto Ribbentrop-Mólotov y, años después, Hitler avanzaba victorioso en la Segunda Guerra Mundial. El fin de la NDL se consumó décadas más tarde, con el desarrollo de la Guerra Fría y el interés del gobierno estadounidense por vincular el arte a la expresión de la libertad individual.